# Joseph Hirschfelder
Joseph Oakland Hirschfelder (Baltimore, 27 de maio de 1911 – 30 de março de 1990) foi um químico estadunidense.

## Obras
- Joseph O. Hirschfelder, Charles F. Curtiss, R. Byron Bird, "The Molecular Theory of Gases and Liquids"